# Équipe de Belgique de football en 1960
Maillots
Chronologie
Saison précédente Saison suivante
L'équipe de Belgique de football commence la saison de bien meilleure manière en 1960 qu'elle ne l'avait fait les dernières années en enchaînant trois victoires et un partage; la deuxième partie est toutefois de moins bonne facture avec quatre défaites en cinq rencontres.

## Résumé de la saison

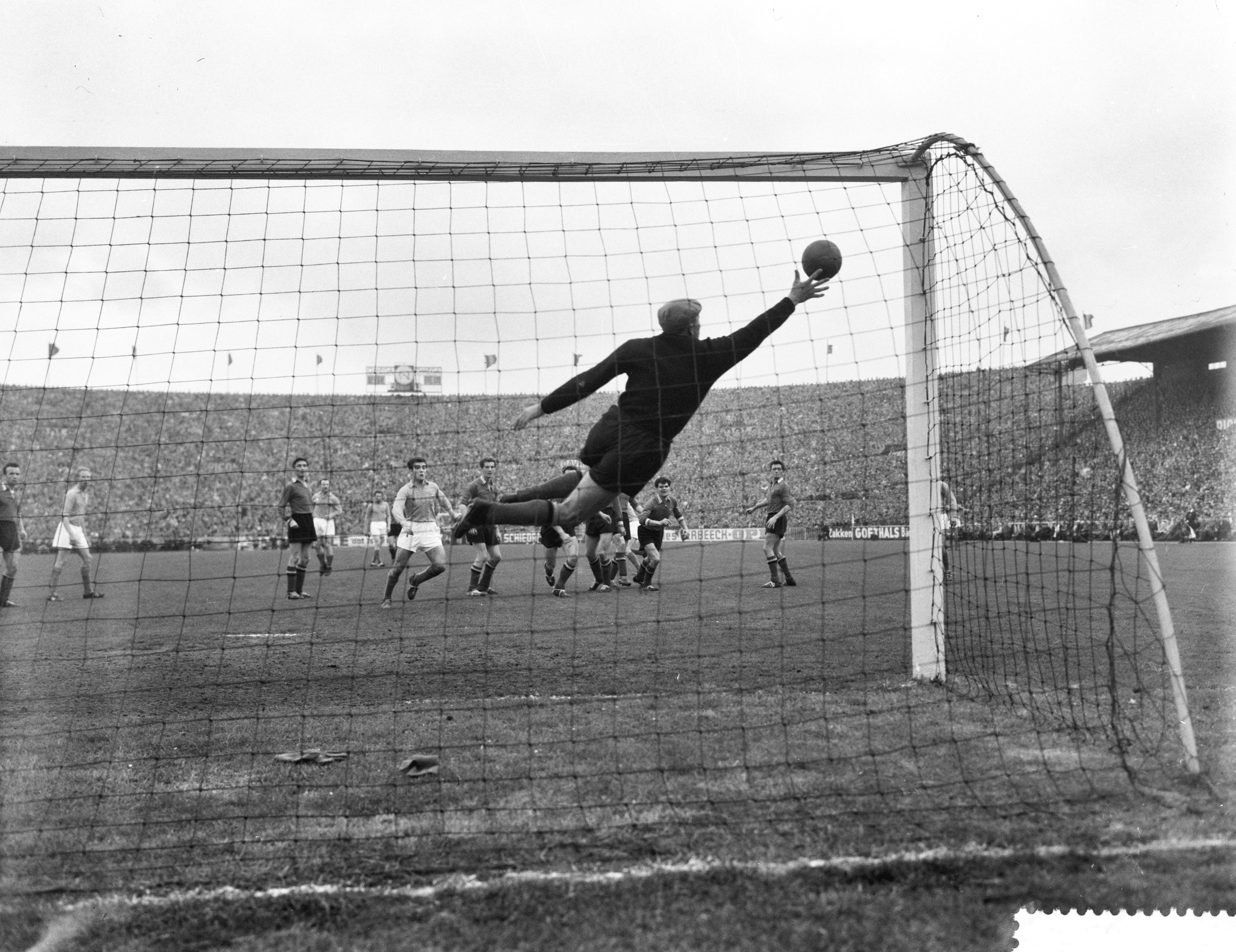
Le 24 avril 1960, à Anvers, Armand Seghers dévie en corner sur un envoi batave.

Le 28 février, Constant Vanden Stock remporte sa première victoire (1-0) face à la France au Heysel. Le déroulement de la rencontre n'avait néanmoins pas été au goût du président du comité de sélection des Bleus, Alexis Thépot, qui était totalement hors de lui à l'issue du match, qualifiant les Belges de matraqueurs et dénonçant l'attitude partisane, selon lui, de l'arbitre suisse Gottfried Dienst. Raymond Kopa fut lui plus mesuré, ne considérant pas que les Diables Rouges aient joué de manière particulièrement brutale, en tous cas pas vis-à-vis de lui, mais faisant remarquer que la ligne d'attaque noir-jaune-rouge n'avait pas encore été en mesure de compenser le départ d'une personnalité comme Jef Mermans et déplorant la défaite, amère, de ses couleurs.
Un mois plus tard, les Belges reçoivent la Suisse et s'imposent (3-1) avant de partager l'enjeu (1-1) face au Chili pour la première rencontre officielle entre les deux nations. Les Chiliens effectuaient une tournée en Europe, en préparation à la Coupe du monde à laquelle ils prenaient automatiquement part en tant que pays organisateur, et s'étaient inclinés lourdement (6-0) lors du match d'ouverture face à la France.
Fin avril, les Diables Rouges mettent fin à six années de disette et une série de neuf rencontres sans victoire face à leurs voisins du Nord, la Belgique s'impose enfin (2-1),, face à des Oranje en manque d'inspiration.
Fin mai, les Belges se déplacent pour la première fois à Sofia pour y affronter la Bulgarie et s'inclinent (4-1) après avoir pourtant réussi à ouvrir le score et mener (0-1) à la pause.
L'été venu, Viktor Havlicek (en) est remplacé par Henri Dekens sur le banc de l'entraîneur national.

Le tournoi final du premier Championnat d'Europe des nations (Euro 1960), a lieu en France, du 6 juillet au 10 juillet, et a été remporté par l'URSS, après une victoire (2-1 après prolongations) en finale contre la Yougoslavie à Paris,. Le championnat se dispute par matchs éliminatoires aller et retour jusqu'en demi-finale. Les débuts se traduisent par un échec sportif, seules 17 équipes se sont inscrites volontairement aux éliminatoires. Outre le forfait italien, plusieurs équipes représentées à l'UEFA, dont l'Allemagne de l'Ouest, l'Angleterre ou encore la Belgique et les Pays-Bas votent contre le projet porté par Pierre Delaunay (le fils d'Henri) et ne participent pas à la compétition.
Le tournoi de football aux Jeux olympiques d'été de 1960 a eu lieu, lui, du 26 août au 10 septembre en Italie et a vu la Yougoslavie décrocher la médaille d'or. C'est le dernièr tournoi olympique que la FIFA reconnaît car, en 1999, la fédération internationale décide que les matchs de football disputés dans le cadre des Jeux olympiques à partir de 1960 ne comptent pas comme sélection nationale en équipe A,. À partir de 1980, le tournoi permet, tout d'abord, le développement de ce sport sur les continents asiatique et africain où les JO sont très médiatisés ; ensuite devant le succès des JO de 1984 à Los Angeles (victoire de la France) et des JO de 1988 à Séoul (victoire de l'Union soviétique), la FIFA décida en 1992 d'élargir la participation des joueurs amateurs à tous les joueurs de moins de 23 ans, avec la possibilité d'appeler au maximum trois joueurs plus âgés.
Début octobre, les Diables Rouges reçoivent leurs homologues néerlandais pour la seconde fois de l'année et doivent s'avouer vaincus (1-4) ,,,, dans une partie au cours de laquelle les Bataves étaient parvenus à louper deux coups de pied de réparation et dont deux de leurs buts furent à mettre au crédit des Belges : une erreur du gardien de but gantois Armand Seghers avait permis à Henk Groot d'ouvrir la marque et un centre de Piet van der Kuil (nl) fut propulsé dans le but belge par leur propre stoppeur, le Daringman Charles Saeys. La presse néerlandaise soulignait de manière unanime une rencontre d'un niveau particulièrement décevant, d'un tempo extrêmement lent, où les maladresses de part et d'autre furent légions et dont le seul intérêt fût la victoire finale des Pays-Bas qui fêtaient pour l'occasion leur 250e duel international.

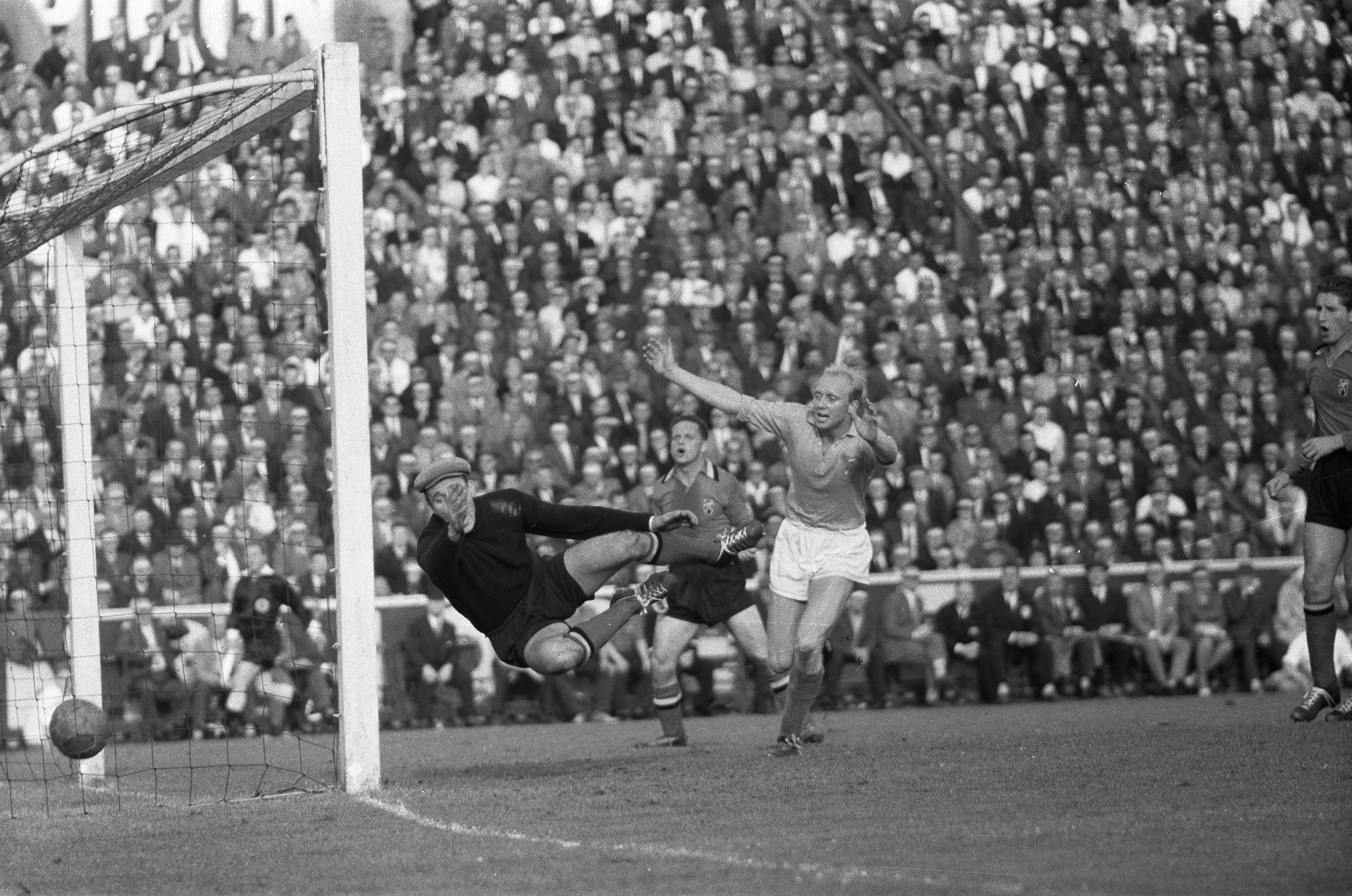
Piet Kruiver exulte, Charles Saeys trompe son propre portier, Mance Seghers, face aux Pays-Bas (1-4) au Bosuilstadion le 2 octobre 1960.

La Belgique commence quinze jours plus tard les éliminatoires pour la Coupe du monde au Chili face à la Suède à Stockholm. Le tirage au sort avait désigné les Scandinaves et la Suisse comme adversaires des Belges dans un groupe où seul le vainqueur était qualifié. La composition de l'équipe belge avait été remaniée en profondeur après le match décevant face aux Pays-Bas et la première mi-temps de bonne facture des Diables Rouges n'avait pas laissé présager d'une défaite (2-0), qui se dessina malheureusement assez rapidement après la pause. Paul Van Himst, futur quadruple soulier d'or  et recordman de sélections et de buts, était à l'occasion sélectionné pour la première fois et devient le plus jeune international, âgé d'à peine 17 ans et 17 jours. Il allait devenir l'une des figures du football belge en particulier, et du sport belge en général au même titre qu'Eddy Merckx et Jacky Ickx.
Une belle et inattendue victoire (2-1), à domicile face à la Hongrie, qui n'était toutefois plus que l'ombre du Onze d'or de la décennie écoulée, clôture le mois avec l'espoir de renverser la vapeur dans la course à la qualification pour le Chili.
Malheureusement, c'est une défaite (2-4),,, qui sanctionne les Belges lors de la réception de la Suisse au Heysel fin novembre. Dominants en première période, les Diables Rouges semblaient en mesure de continuer sur la lancée de leur victoire face aux Magyars mais devaient néanmoins rejoindre les vestiaires à la mi-temps avec un déficit (1-2) et finir par s'incliner face à une Nati défendant bec et ongles leur avance au moyen d'un jeu musclé dont furent principalement victimes Laurent Verbiest et Jacques Stockman, tous deux devant quitter l'aire de jeu pour se faire soigner. C'est sous les sifflets des supporters belges que les Helvètes quittèrent la pelouse en fin de rencontre alors que la Belgique venait sans doute d'hypothéquer définitvement ses chances de participation à la grand messe du football mondial.

## Les matchs
| Match amical                                                     | Belgique   | 1 - 0   | France | Stade du Heysel Laeken, Belgique                  |                                                   |
| 28 février 1960 · 15:00 heure locale · Historique des rencontres | Piters 36e | (1 – 0) |        | Spectateurs : 56 257 Arbitrage : Gottfried Dienst | Spectateurs : 56 257 Arbitrage : Gottfried Dienst |
| 28 février 1960 · 15:00 heure locale · Historique des rencontres | Rapport    |         |        | Spectateurs : 56 257 Arbitrage : Gottfried Dienst | Spectateurs : 56 257 Arbitrage : Gottfried Dienst |

| Match amical                                                  | Belgique                                   | 3 - 1   | Suisse       | Stade du Heysel Laeken, Belgique                     |                                                      |
| 27 mars 1960 · 15:00 heure locale · Historique des rencontres | Diricx 40e (pen.) · Jadot 50e · Ritzen 70e | (1 – 1) | Allemann 16e | Spectateurs : 33 318 Arbitrage : Johannes Malka (de) | Spectateurs : 33 318 Arbitrage : Johannes Malka (de) |
| 27 mars 1960 · 15:00 heure locale · Historique des rencontres | Rapport                                    |         |              | Spectateurs : 33 318 Arbitrage : Johannes Malka (de) | Spectateurs : 33 318 Arbitrage : Johannes Malka (de) |

| Match amical                                                   | Belgique         | 1 - 1   | Chili       | Stade du Heysel Laeken, Belgique                   |                                                    |
| 13 avril 1960 · 19:00 heure locale · Historique des rencontres | Van Den Berg 53e | (0 – 0) | Sánchez 87e | Spectateurs : 11 702 Arbitrage : Jacques Devillers | Spectateurs : 11 702 Arbitrage : Jacques Devillers |
| 13 avril 1960 · 19:00 heure locale · Historique des rencontres | Rapport          |         |             | Spectateurs : 11 702 Arbitrage : Jacques Devillers | Spectateurs : 11 702 Arbitrage : Jacques Devillers |

Note : Première rencontre officielle entre les deux nations.
| Match amical                                                   | Belgique                | 2 - 1   | Pays-Bas    | Bosuilstadion Deurne, Belgique              |                                             |
| 24 avril 1960 · 15:00 heure locale · Historique des rencontres | Lippens 3e · Piters 57e | (1 – 1) | Rijvers 15e | Spectateurs : 58 012 Arbitrage : John Kelly | Spectateurs : 58 012 Arbitrage : John Kelly |
| 24 avril 1960 · 15:00 heure locale · Historique des rencontres | Rapport                 |         |             | Spectateurs : 58 012 Arbitrage : John Kelly | Spectateurs : 58 012 Arbitrage : John Kelly |

| Match amical                                                 | Bulgarie                                           | 4 - 1   | Belgique   | Stade national Vassil-Levski Sofia, Bulgarie      |                                                   |
| 22 mai 1960 · 19:30 heure locale · Historique des rencontres | Kolev 59e (pen.) 64e · Kukusha (en) 61e · Diev 87e | (0 – 1) | Piters 33e | Spectateurs : 70 000 Arbitrage : Nikolaï Latychev | Spectateurs : 70 000 Arbitrage : Nikolaï Latychev |
| 22 mai 1960 · 19:30 heure locale · Historique des rencontres | Rapport                                            |         |            | Spectateurs : 70 000 Arbitrage : Nikolaï Latychev | Spectateurs : 70 000 Arbitrage : Nikolaï Latychev |

Note : Première rencontre officielle entre les deux nations.
| Match amical                                                    | Belgique   | 1 - 4   | Pays-Bas                                                | Bosuilstadion Deurne, Belgique                  |                                                 |
| 2 octobre 1960 · 15:00 heure locale · Historique des rencontres | Wégria 54e | (0 – 1) | Groot 43e 89e · van der Kuil (nl) 51e · Saeys 71e (csc) | Spectateurs : 57 439 Arbitrage : Bobby Davidson | Spectateurs : 57 439 Arbitrage : Bobby Davidson |
| 2 octobre 1960 · 15:00 heure locale · Historique des rencontres | Rapport    |         |                                                         | Spectateurs : 57 439 Arbitrage : Bobby Davidson | Spectateurs : 57 439 Arbitrage : Bobby Davidson |

| Coupe du monde 1962 Qualifications - Groupe 1                    | Suède                     | 2 - 0   | Belgique | Råsunda Fotbollstadion Stockholm, Suède         |                                                 |
| 19 octobre 1960 · 19:00 heure locale · Historique des rencontres | Börjesson 53e · Brodd 74e | (0 – 0) |          | Spectateurs : 19 513 Arbitrage : Thomas Wharton | Spectateurs : 19 513 Arbitrage : Thomas Wharton |
| 19 octobre 1960 · 19:00 heure locale · Historique des rencontres | Rapport                   |         |          | Spectateurs : 19 513 Arbitrage : Thomas Wharton | Spectateurs : 19 513 Arbitrage : Thomas Wharton |

| Match amical                                                     | Belgique                  | 2 - 1   | Hongrie   | Stade du Heysel Laeken, Belgique                  |                                                   |
| 30 octobre 1960 · 15:00 heure locale · Historique des rencontres | Van Himst 10e · Hanon 22e | (2 - 1) | Tichy 28e | Spectateurs : 27 722 Arbitrage : Kurt Tschenscher | Spectateurs : 27 722 Arbitrage : Kurt Tschenscher |
| 30 octobre 1960 · 15:00 heure locale · Historique des rencontres | Rapport                   |         |           | Spectateurs : 27 722 Arbitrage : Kurt Tschenscher | Spectateurs : 27 722 Arbitrage : Kurt Tschenscher |

| Coupe du monde 1962 Qualifications - Groupe 1                     | Belgique                     | 2 - 4   | Suisse                              | Stade du Heysel Laeken, Belgique                   |                                                    |
| 20 novembre 1960 · 15:00 heure locale · Historique des rencontres | Van Himst 24e · Paeschen 80e | (1 – 2) | Antenen 21e 48e 78e · Schneiter 44e | Spectateurs : 29 644 Arbitrage : Friedrich Seipelt | Spectateurs : 29 644 Arbitrage : Friedrich Seipelt |
| 20 novembre 1960 · 15:00 heure locale · Historique des rencontres | Rapport                      |         |                                     | Spectateurs : 29 644 Arbitrage : Friedrich Seipelt | Spectateurs : 29 644 Arbitrage : Friedrich Seipelt |

## Les joueurs
| Joueurs               | Joueurs                   | Amical | Amical | Amical | Amical | Amical | Amical | QCM 1962 | Amical | QCM 1962 |
| --------------------- | ------------------------- | ------ | ------ | ------ | ------ | ------ | ------ | -------- | ------ | -------- |
| Gardiens de but       |                           |        |        |        |        |        |        |          |        |          |
| Armand Seghers        | ARA La Gantoise           | 90     | 90     | 90     | 90     | 90     | 90     |          |        |          |
| André Vanderstappen   | Olympic Club de Charleroi | r      | r      | r      | r      |        |        |          |        |          |
| Willy Coremans        | Royal Antwerp FC          |        |        |        |        | r      |        | r        |        |          |
| Jean Nicolay          | Standard de Liège         |        |        |        |        |        | r      | 90       | 90     | 90       |
| Guy Delhasse          | RFC Liégeois              |        |        |        |        |        |        |          | r      | r        |
| Défenseurs            |                           |        |        |        |        |        |        |          |        |          |
| Edward Wauters        | Royal Antwerp FC          | 90     |        |        |        |        |        | r        | r      | r        |
| Charles Saeys         | Daring Club de Bruxelles  | 90     | 90     |        | 90     | 90     | 90     |          |        |          |
| Guillaume Raskin      | R Beerschot AC            | 90     | 90     | 90     | 90     | 90     | 90     |          |        |          |
| Henri Diricx          | Union Saint-Gilloise      | r      | 90     | 90     | 90     | 90     | r      |          |        |          |
| Joseph Happart        | Standard de Liège         |        | r      | r      | r      |        |        |          |        |          |
| Walter Bogaerts       | K Lierse SK               |        |        |        |        | r      |        |          |        |          |
| Laurent Verbiest      | RSC Anderlechtois         |        |        |        |        |        | 90     | 90       | 90     | 90       |
| Émile Lejeune         | RFC Liégeois              |        |        |        |        |        |        |          | 90     | 90       |
| Milieux               |                           |        |        |        |        |        |        |          |        |          |
| Victor Mees           | Royal Antwerp FC          | 90     | 17e    |        | 15e    | 90     | 90     |          |        |          |
| Jef Jurion            | RSC Anderlechtois         | 90     | 90     | 90     | 90     | 90     | 90     | 90       | 90     | 90       |
| Michel Delire         | Olympic Club de Charleroi | 90     | r      | r      | r      | 90     |        |          |        |          |
| Félix Geybels         | K Beringen FC             | r      |        |        |        |        |        |          |        |          |
| Eddy Bertels          | Royal Antwerp FC          | r      | 17e    |        |        |        | 90     |          |        |          |
| Martin Lippens        | RSC Anderlechtois         |        | 90     | 90     | 90     | 90     | 90     | 90       | 90     | 90       |
| Jean Jadot            | Standard de Liège         |        | 90     | 90     | 90     | r      |        |          |        |          |
| Robert Willems        | K Lierse SK               |        |        | 90     | 15e    |        |        | 90       |        |          |
| Pierre Hanon          | RSC Anderlechtois         |        |        | 90     |        |        |        | 90       | 90     | 90       |
| Gérard Sulon          | RFC Liégeois              |        |        | r      |        | r      |        |          |        |          |
| Paul Van Himst        | RSC Anderlechtois         |        |        |        |        |        | r      | 90       | 90     | 90       |
| Henri Thellin         | Standard de Liège         |        |        |        |        |        |        | 90       | 90     |          |
| Karel Mallants        | Standard de Liège         |        |        |        |        |        |        |          |        | 90       |
| Attaquants            |                           |        |        |        |        |        |        |          |        |          |
| André Piters          | Standard de Liège         | 90     | 90     | 90     | 90     | 90     | 90     | 90       | r      | 90       |
| Léon Ritzen           | K Waterschei SV THOR Genk | 90     | 90     | 90     | 90     |        |        |          |        |          |
| Godfried Van Den Boer | RSC Anderlechtois         | 90     |        |        |        |        |        |          |        |          |
| Jean-Marie Letawe     | RFC Liégeois              | 90     |        |        |        |        | 90     | r        |        |          |
| Paul van den Berg     | Union Saint-Gilloise      |        | 90     | 90     | 90     | 90     |        | 90       | 90     |          |
| Jacques Stockman      | RSC Anderlechtois         |        |        |        |        | 90     |        | 90       | 90     | 90       |
| Victor Wégria         | RFC Liégeois              |        |        |        |        |        | 90     |          |        |          |
| Mathieu Meyers        | K Waterschei SV THOR Genk |        |        |        |        |        | r      | r        | r      | r        |
| Marcel Paeschen       | Standard de Liège         |        |        |        |        |        |        |          | 90     | 90       |
| Gaston De Wael        | RSC Anderlechtois         |        |        |        |        |        |        |          |        | r        |

Un « r » indique un joueur qui était parmi les remplaçants mais qui n'est pas monté au jeu.
1. 1 2 3 4 5 6 7 8 9 10  Dernière sélection officielle pour le joueur.
2. 1 2 3 4 5 6 7 8 9  Première sélection officielle pour le joueur.
3. 1 2 3  Premier but officiel pour le joueur.

## Sources